# Morecambe
Morecambe – miasto w Wielkiej Brytanii. w Anglii w hrabstwie Lancashire, w dystrykcie Lancaster. Położone jest w obrębie miasta Lancaster nad zatoką Morecambe. Miasto liczy 45 000 mieszkańców. 

## Historia
Miasto powstało z połączenia w roku 1889 trzech wsi: Bare, Poulton-le-Sands i Torrisholme. W okresie przedwojennym, jak też powojennym, miasto było ośrodkiem wypoczynkowym. W latach 1956–1979 wybierano tu Miss Wielkiej Brytanii. W ostatnich latach miasto przeżywa regres.

## Miasta partnerskie
- Rendsburg
- Lublin
- Växjö
- Aalborg